# Horsemonger Lane Gaol
 (août 2022).
Si vous disposez d'ouvrages ou d'articles de référence ou si vous connaissez des sites web de qualité traitant du thème abordé ici, merci de compléter l'article en donnant les références utiles à sa vérifiabilité et en les liant à la section « Notes et références ».
La Horsemonger Lane Gaol (connue également sous le nom de Surrey County Gaol ou plus simplement la New Gaol) est une ancienne prison britannique proche de l'actuelle Newington Causeway à Southwark, quartier du Sud de Londres. Construite à la fin du XVIIIe siècle, elle sert jusqu’en 1878.

## Histoire
Construite entre 1791 et 1799 sur un plan de George Gwilt, dit George l’Ancien, architecte en chef du comté de Surrey, cette prison était autrefois la plus grande du comté et était adjacente à la Sessions House, un bâtiment du tribunal conçu par Gwilt lui aussi. Elle fut construite pour remplacer l’ancienne prison du comté datant de l’époque des Tudors et qui se trouvait à proximité de l’ancien emplacement de l’auberge « White Lion Inn » sur la Borough High Street de Southwark (et qu’on appelait familièrement « Borough Gaol », la prison municipale).
Jusqu’à sa fermeture en 1878 la Horsemonger Lane est restée la principale prison du Surrey et le lieu des exécutions. C’était une prison générale, pouvant abriter environ 300 détenus, et où l’on enfermait aussi bien des débiteurs que des malfaiteurs, Au total, ce sont 131 hommes et quatre femmes qui y ont été exécutés entre 1800 et 1877, la potence se dressait sur le toit plat du bâtiment d’entrée.
Après 1859 on ne connut plus la prison sous le nom de « Horsemonger Lane » : la voie avait changé de nom pour devenir Union Road (aujourd’hui : Harper Road) et avait été rebaptisée Surrey County Gaol (bien qu’on ne doive pas la confondre sous son nouveau nom, la New Gaol, avec la New Prison, située au nord de la Tamise à Clerkenwell).
La prison a été démolie en 1881 et l’emplacement est aujourd’hui un parc public, Newington Gardens, adjacent à l’actuelle Inner London Crown Court, ouverte en janvier 1921.

## La prison dans l'art et la culture
En 1849, Charles Dickens a assisté à la pendaison publique à l’extérieur de la prison des époux Frederick et Marie Manning, qui avaient tué un ami pour lui voler son argent et l’avaient enterré sous le plancher de la cuisine. Dickens a publié une lettre dans le Times pour condamner de tels spectacles publics.
Par la suite Dickens s’est inspiré Maria Manning pour créer le personnage d’Hortense dans La Maison d'Âpre-Vent, tandis que le bureau de tabac de Mme Chivery dans La Petite Dorrit est situé sur la Horsemonger Lane. On parle aussi des exécutions à la Horsemonger Lane Gaol dans le roman Du bout des doigts de Sarah Waters.